# Alchemilla carinthiaca
Alchemilla carinthiaca es una especie de planta del género Alchemilla, perteneciente a la familia Rosaceae.

## Taxonomía
Alchemilla carinthiaca fue descrita por S. E. Fröhner en 2004.

## Distribución
Se encuentra en el territorio de Austria.